# Alfred Hartmann (Übersetzer)
Alfred Hartmann (* 4. August 1883 in Basel; † 26. Januar 1960) war ein Übersetzer und Herausgeber humanistischer Autoren.
Bis 1950 war Hartmann Lehrer für Alte Sprachen am Humanistischen Gymnasium in Basel. Er gab seit 1942 die Amerbach-Korrespondenz heraus, eine Sammlung des Briefwechsels der Familie Amerbach, die seit Hartmanns Tod von anderen Herausgebern fortgeführt wird. Als Übersetzer übertrug er das Lob der Torheit von Erasmus von Rotterdam sowie Thomas Morus’ Utopia aus dem Lateinischen ins Deutsche. Beide Übersetzungen wurden mehrfach neu aufgelegt. Auch war Hartmann Herausgeber der Lebensbeschreibung von Thomas Platter d. Ä.

## Werke
- Die Amerbachkorrespondenz, bearbeitet und herausgegeben im Auftrag der Kommission für die Öffentliche Bibliothek der Universität Basel von Alfred Hartmann, [ab Bd. 6] auf Grund des von Alfred Hartmann gesammelten Materials bearbeitet und herausgegeben von Beat Rudolf Jenny u. a., Bd. 1–11, Verlag der Universitätsbibliothek, Basel 1942–2010, ISBN 978-3-7965-1846-1, ISBN 978-3-7965-1037-3.
- Basilea latina. Lateinische Texte zur Zeit- und Kulturgeschichte der Stadt Basel im 15. und 16. Jahrhundert. Ausgewählt und erläutert von Alfred Hartmann. Erziehungsdepartement, Basel 1931.
- Abriss der lateinischen Schulgrammatik. Erziehungsdepartement, Basel 1936.
- Erinnerungen. Mit Anmerkungen hrsg. von Wilhelm Abt. Bauer-Brandenberger, Basel 1989.

### Übersetzungen
- Erasmus von Rotterdam: Lob der Torheit. Mit Randzeichnungen von Holbein dem Jüngeren. Übersetzt von Alfred Hartmann, Wiesbaden 2003, ISBN 3-926642-26-2.
- Thomas Morus: Utopia. Übersetzt von Alfred Hartmann, Zürich 1986, ISBN 978-3-257-20420-9.